# Базиліка Нотр-Дам-де-Фурв'єр
Базиліка Нотр-Дам-де-Фурв'єр розташована на вершині пагорба Фурв'єр, поруч із металічною баштою Фурв'єр у Ліоні. Розташована на місці давнього форума імператора Траяна, звідки походить назва (лат. Forum vetus, що перейшло у французьку як фр. Fourvière). Базиліка побудована у поєднанні неовізантійського та романського стилів за проектом архітектора П'єра Боссана. 
Зведена на пожертви у 1872 – 1896 роках, символізує собою перемогу християнських цінностей над поглядами соціалістів Ліонської коммуни у 1870 році.

## Історія
Історія базиліки починається 1643 року, коли в регіоні поширилась чума. Група мешканців Ліона молилась Діві Марії про захист міста. Невдовзі епідемія зупинилась, а ліонці вирішили віддячити Богородиці, спорудивши невеличку церкву на вершині пагорба. На честь двохсотріччя від здійснення чуда 8 грудня 1843 року (за іншими даними 1852 року) на маківці храму було встановлено статую Діви Марії. З того часу щорічно 8 грудня в Ліоні проводиться Свято вогнів.
Історія повторилась 1870 року. Прусська армія захопила Париж та просувалась на південь. Військо знаходилось на підході до Бургундії, коли група жінок зібралась разом, аби просити Діву Марію захистити місто. Через кілька днів армія Бісмарка повернула назад. Вдячні ліонці почали збір коштів на спорудження базиліки.
Перші ескізи проекту храму біли виконані Боссаном ще до цих подій, 1846 року, коли він мешкав у Палермо. Будівництво розпочалось 1872 року і завершилось через 12 років. Внутрішнє ж оздоблення храму: мозаїки, скульптури та вітражі — було завершене повністю лише 1964 року.
1982 року на башті базиліки було встановлено антени Християнського радіо Франції (RCF). 1998 р. Нотр-Дам-де-Фурв'єр у складі історичного центру Ліону була включена у список Всесвітньої спадщини ЮНЕСКО. 2008 року позолочена статуя Діви Марії була знята з дзвіниці для реставрації, а 2009 року знову зайняла своє місце.
За проектом Нотр-Дам-де-Фурв'єр було зведено церкву Нотр-дам-де-Віктуар у французькому кварталі Сан-Франциско, перебудовану після землетрусу 1906 р.

## Архітектура
Базиліка Нотр-Дам-де-Фурв'єр складається з двох храмів — нижнього та верхнього. Верхній храм багато прикрашений, оздоблення нижнього храму набагато скромніше. Також базиліка має чотири башти та дзвіницю.
Базиліка відома своїми мозаїками, вітражами та криптою Святого Йосифа.